# OKAL Haus
OKAL Haus GmbH je německá společnost založená v roce 1928 Otto Kreibaumem v Lauensteinu (od roku 1973 součást Salzhemmendorfu v Dolním Sasku). Název společnosti je akronymem složeným z počátečních písmen jména zakladatele a místa založení. Původně nábytkářská společnost se od konce 50. let 20. století zaměřuje na výrobu montovaných domů, v Československu označovaných jako okály. První představila v roce 1959 na Spolkovém zahradnickém veletrhu v Dortmundu. Do roku 2021 jich údajně vzniklo více než 89 000. Pod názvem DFH Deutsche Fertighaus Holding AG tvoří OKAL od roku 2001 holding s obdobně zaměřenými společnostmi massa haus GmbH a allkauf haus GmbH.